# Aeroportul Mossoró
Aeroportul Mossoró (IATA: MVF, ICAO: SBMS) este un aeroport din Mossoró, Rio Grande do Norte, Brazilia ce deservește zona Mossoró. Aeroportul a fost tranzitat în 2022 de 33.409 pasageri. A fost numit după zona deservită.
Situat la o altitudine de 23 m, aeroportul dispune de 1 pistă.

## Infrastructură

### Piste
Aeroportul dispune de o singură pistă. Pista 5/23 are suprafața de asfalt și dimensiunile 2.000 m × 30 m. 